# 朱永新
朱永新（1958年8月—），江苏大丰人，中华人民共和国教育家及政治人物，副国级领导人。江苏师范学院教育心理学毕业，同济大学管理工程学博士，教授，苏州大学博士生导师，新教育实验发起人。现任第十四届全国政协副主席，中国民主促进会中央委员会常务副主席。

## 生平
1988年加入中国民主促进会。2018年1月，当选第十三届全国政协委员。2023年3月10日，在中國人民政治協商會議第十四屆全國委員會上，当选为全国政协副主席。

## 学术研究
“朱永新教育作品”包括：卷一《中国古代教育思想史》、卷二《中国近现代思想史》、卷三《中国当代教育思想史》、卷四《中国本土心理学研究》、卷五《我的教育理想》、卷六《我的阅读观》、卷七《中国新教育》、卷八《新教育讲演录》、卷九《新教育对话录》、卷十《走在新教育路上》、卷十一《写在新教育边上》、卷十二《中国教育观察》、卷十三《外国教育观察观》、卷十四《教育心理学论稿》、卷十五《中国教育评论》、卷十六《中国教育建议》。 。

## 所获荣誉
- 多次被评为“中国十大教育英才”、改革开放30年“中国教育风云人物”、“中华十大财智人物”、中央电视台“感动中国”候选人、国家新闻出版总署“全民阅读形象代言人”、“为了公共利益”年度人物等。
- 2020年5月，获“2020年国际安徒生奖IBBY-iRead爱阅人物奖”。 [5]。
- 2021年3月8日，获得2020年度全国政协委员优秀履职奖。 [6]。
- 2022年9月，朱永新凭借“新教育实验”的探索与实践荣获2022年一丹教育发展奖。[7]。

## 社会兼职
- 中国教育学会副会长
- 中国叶圣陶研究会副会长兼秘书长
- 北京大学、北京师范大学、同济大学等兼职教授